# بيدفورد سي إيه
بيدفورد سي إيه هي سيارة نقل تم تجميعها في لوتن في المملكة المتحدة بواسطة شركة بيدفورد وشركة جنرال موتورز، أنتجت في عام 1952 وتوقف إنتاجها في عام 1969.